# FC Kempten
Der FC Kempten ist ein Fußballverein aus Kempten (Allgäu). Der Verein spielt in der Saison 2023/24 in der Landesliga Südwest.

## Geschichte
Der Verein ging aus einer zu Beginn des 20. Jahrhunderts gegründeten Unterabteilung Fußball des Männerturnvereins Kempten hervor, welcher sich 1907 mit drei anderen Turnvereinen der Stadt zum TV Kempten zusammenschloss. Am 21. September 1908 spalteten sich die Fußballer ab, um einen reinen Fußballverein, den FC Kempten, zu gründen.
Nach dem Zweiten Weltkrieg spielte der FC Kempten von 1957 bis 1963 in der 1. Amateurliga Südbayern. Nach dem Abstieg aus der höchsten Amateurspielklasse pendelte der Verein zwischen der Landesliga und Bezirksliga. Erst 1999 gelang der lang herbeigesehnte Aufstieg in die Fußball-Bayernliga. Jedoch konnte der Verein den Abstieg in der darauf folgenden Spielzeit 2000/01 nicht verhindern. In der Saison 2004/05 gelang dann die erneute Rückkehr in die Fußball-Bayernliga. Doch dem FC Kempten gelang es abermals nicht, sich den Klassenerhalt in der Spielzeit 2005/06 zu sichern und der Abstieg in die Landesliga war die logische Folge.
In der Saison 2006/07 zeigte die Mannschaft des FC eine konstante Saisonleistung und konnte sich, nachdem man bereits seit dem 5. Spieltag die Landesliga angeführt hatte, am vorletzten Spieltag mit einem Sieg gegen den TSV Grünwald den Aufstieg sichern. In der Saison 2007/08 belegten die Kemptener in der Bayernliga den letzten Platz, was wiederum den Abstieg in die Landesliga Süd bedeutete. Der Aufstiegstrainer und Ex-Profi Uwe Wegmann wurde Mitte der Saison entlassen. Auch am Ende der beiden folgenden Saisons musste der FC Kempten jeweils absteigen und spielte 2010/11 in der Bezirksliga Schwaben-Süd (siebthöchste Spielklasse im deutschen Ligasystem).
Auch in der Saison 2010/11 wurde kein Neuanfang geschafft und der FC Kempten musste als Tabellen-13. in das Relegationsspiel gegen den TV Erkheim, welches 0:1 verloren wurde. Somit spielte der FC Kempten nach dem vierten Abstieg in Folge in der Kreisliga, schaffte aber 2013 den Wiederaufstieg in die Bezirksliga, stieg in der Saison darauf erneut ab, danach direkt in die Bezirksliga Süd auf. Nach dem erneuten Abstieg in der Saison 2015/16, als man überraschend das entscheidende Spiel um den Klassenerhalt 0:1 gegen den SV Schwabegg verlor, wurde Matthias Jörg als neuerer als neuer Spielertrainer vorgestellt. In seiner ersten Saison erreichte er den zweiten Platz in der Kreisliga Allgäu Süd und stieg wegen des Verzichts des VfB Durach 2 in die Bezirksliga auf. Nach dem Wiederaufstieg gelang den Oberallgäuern eine überragende Saison in der BZL Schwaben Süd. Mit 68 Punkten aus 30 Spielen und insgesamt 13 Punkten Vorsprung auf den Verfolger Erkheim stieg der FC Kempten in die Landesliga Südwest auf. In der Saison 2018/19 konnte man sich in der dritthöchsten Spielklasse Bayerns etablieren und einen soliden 10. Platz erreichen.

## Stadion

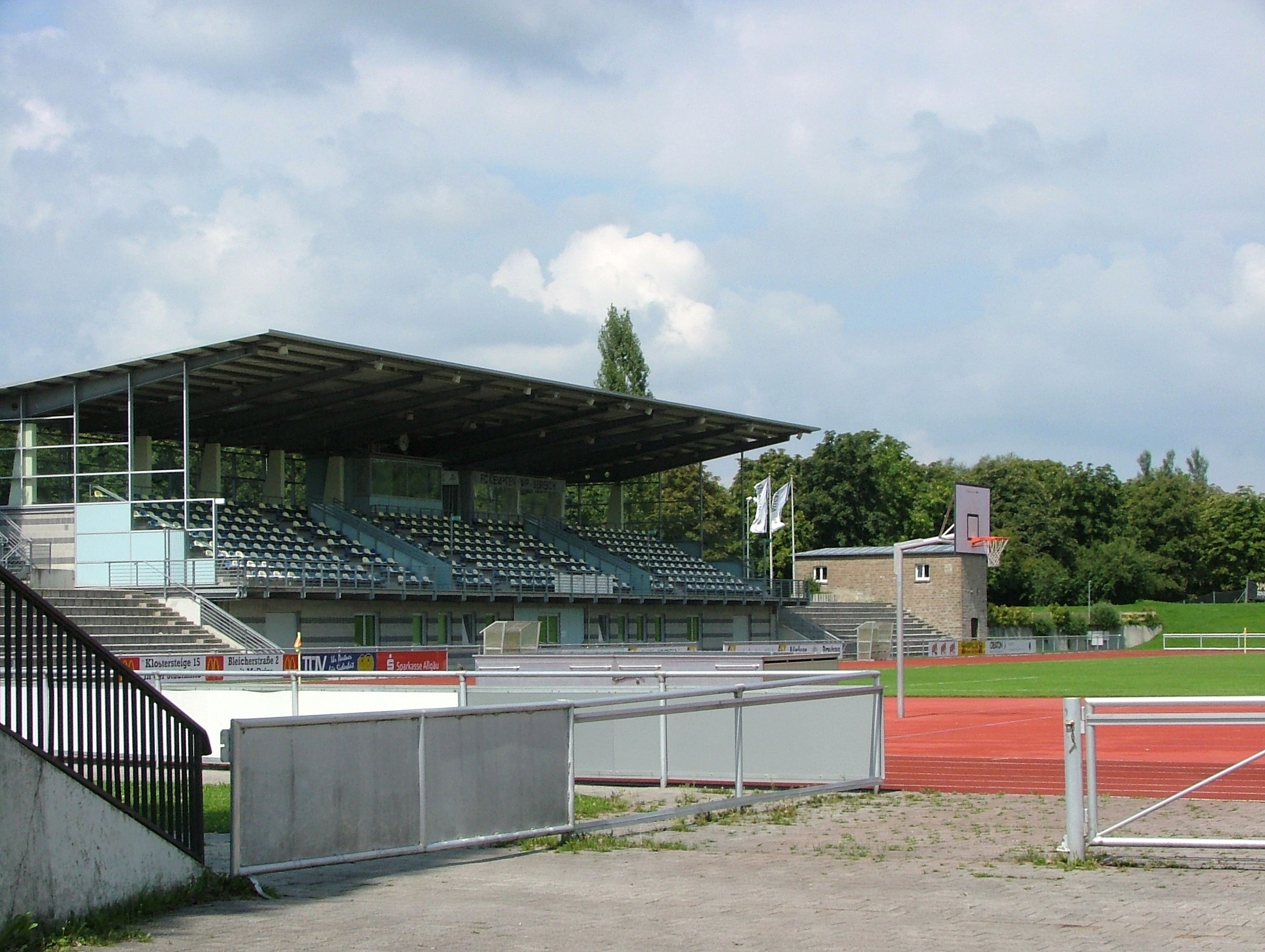
Das Illerstadion im Jahr 2008

Der FC Kempten trägt seine Heimspiele in dem am 16. August 1953 eingeweihten Illerstadion aus. Das 1995 umgebaute und zur Saison 1999/2000 um eine Tribüne erweiterte Stadion hat ein Fassungsvermögen von 9000 Zuschauern, davon 720 überdachte Sitzplätze.

## Erfolge
- Schwäbischer Meister 1949, 1951, 1952, 1956 und 1957
- Aufstieg in die Oberliga Bayern 1999, 2005 und 2007
- Schwäbischer Hallenmeister 2000 und 2005
- Bayrischer Hallenvizemeister 2000